# Amica mia (brano musicale)
Amica mia è un brano musicale del 1969 di Guido Renzi, pubblicato su alcuni 45 giri ed LP.

## La canzone
Guido Renzi incise Amica mia accompagnato dal gruppo I Meno Uno, composto da Luciano Preziotti (batteria), Massimo Chicca (basso), Alberto Mancinotti (tastiere), Piero Mirigliano (chitarre) e Alvaro Guglielmi (chitarre).
Il brano fu composto dallo stesso Renzi per il testo e da Alvaro Guglielmi, il chitarrista del gruppo, per la musica. Poiché Renzi e Guglielmi non erano registrati alla SIAE, in un primo tempo la canzone fu registrata con i nomi di Sergio Pastacaldi, Mario Raspanti e Raffaele Piccolo. Successivamente vennero aggiunti i nomi dei veri autori.
Inizialmente inciso in poche copie come facciata B di un disco della Luneur, Amica mia fu ripubblicato come facciata A di una nuova incisione con l'etichetta Roman Record Company, con due diversi retro.
Con Amica mia Guido Renzi partecipò al Cantagiro 1969, rimanendo in classifica per diverse settimane, e risultando tra i 50 singoli più venduti nel 1969 in Italia, 49° per copie vendute in quell'anno.
Fu poi incluso in due album omonimi di Renzi, il primo del 1975 (33 giri e cassetta) ed il secondo nel 1996 (CD).

## Incisioni

### 45 giri
- 1969: Amica mia/Vola canzone (Roman Record Company, RN 009)
- 1969: Amica mia/Tu che m'hai preso il cuor (Roman Record Company, RN 009[3])

### 33 giri
- 1975: Amica mia  (Idea, ID 109)

### CD
- 1996: Amica mia (Duck Records, DGCD 142)

## Cover
- Nel 1969 Gionchetta incide la cover del brano (Junior, JR 0044).
- Nicola di Bari, sempre nel 1969, incide in castellano il brano (suo il testo) con il titolo Amiga mia (RCA Records, 3AE-3682) uscito in Argentina ed inserito nella raccolta Los grandes éxitos de Nicola di Bari (RCA Records, CML-2806/LPVE-5983) per il mercato cileno.
- Nel 1970 Giano Ton incide la sua versione, pubblicata dall'RCA Italiana